# Governo Interino Iraquiano
O Governo Interino Iraquiano foi criado pelos Estados Unidos e seus aliados de coalizão como um governo provisório para governar o Iraque até a redação da nova constituição após as eleições para a Assembleia Nacional conduzidas em 30 de janeiro de 2005. O próprio Governo Provisório do Iraque tomou o lugar da Autoridade Provisória da Coalizão (e do Conselho de Governo Provisório do Iraque) em 28 de junho de 2004 e foi substituído pelo Governo de Transição do Iraque em 3 de maio de 2005.

## A lei e o chefe de governo
O chefe de governo do governo era o primeiro-ministro Iyad Allawi e seu vice, o influente e carismático Barham Salih. O chefe de estado cerimonial era o presidente Ghazi Mashal Ajil al-Yawer. 
Na ausência de uma constituição permanente, o novo governo operou sob a Lei de Administração do Estado do Iraque durante o período de transição.
Allawi foi um ex-membro do Conselho de Governo Provisório do Iraque e foi escolhido pelo conselho para ser o Primeiro-Ministro Provisório do Iraque para governar o país desde a entrega da soberania dos Estados Unidos (28 de junho de 2004) até as eleições nacionais, programadas para início de 2005. Embora muitos acreditem que a decisão foi tomada em grande parte por conselho do enviado especial das Nações Unidas ao Iraque, Lakhdar Brahimi, o New York Times relatou que Brahimi apenas o endossou com relutância após pressão de autoridades americanas, incluindo Paul Bremer (Ele liderou a Autoridade Provisória da Coalizão (CPA) após a invasão do Iraque pelos Estados Unidos em 2003, de maio de 2003 a junho de 2004). Duas semanas depois, Brahimi anunciou sua renúncia, devido a "grandes dificuldades e frustrações". Allawi é frequentemente descrito como um xiita moderado (um membro da religião majoritária do Iraque) escolhido por sua origem secular e laços com os Estados Unidos. No entanto, sua imagem foi prejudicada pela mídia sugerindo que Allawi era um fantoche de Washington.

## Ações do Governo Provisório
Depois que seu governo interino assumiu a custódia legal de Saddam Hussein e reintroduziu a pena de morte, Allawi garantiu que não interferiria no julgamento e aceitaria quaisquer decisões judiciais. Em uma entrevista à estação de TV al-Arabiya, de Dubai, ele disse: "Quanto à execução, cabe ao tribunal decidir - desde que a decisão seja alcançada de maneira imparcial e justa".

## Membros do Governo Provisório
Conforme nomeado em 28 de junho de 2004:
- Presidente: Ghazi Yawer (líder tribal árabe sunita)
- Vice-presidente: Ibrahim Jaafari (Partido Dawa Islâmico)
- Vice-presidente: Rowsch Shaways (Partido Democrático do Curdistão)
- Primeiro Ministro: Iyad Allawi (Acordo Nacional do Iraque)
- Vice-primeiro-ministro da Segurança Nacional: Barham Salih (União Patriótica do Curdistão)
- Ministro das Relações Exteriores: Hoshyar Zebari (Partido Democrático do Curdistão)
- Ministro das Finanças: Adel Abdul Mahdi (SCIRI)
- Ministro da Defesa: Hazem Shalan al-Khuzaei (Congresso Nacional Iraquiano)
- Ministro do Interior: Falah Hassan al-Naqib
- Ministro do Petróleo: Thamir Ghadhban
- Ministro da Justiça: Malik Dohan al-Hassan
- Ministro dos Direitos Humanos: Bakhityar Amin
- Ministro da Eletricidade: Ayham al-Samarie
- Ministro da Saúde: Alaa Abdessaheb al-Alwan
- Ministro da Comunicação: Mohammed Ali Hakim
- Ministro da Habitação: Omar Farouk
- Ministro das Obras Públicas: Nesreen Mustafa Berwari
- Ministro da Ciência e Tecnologia: Rashad Mandan Omar
- Ministro do Planejamento: Mahdi al-Hafez
- Ministro do Comércio: Mohammed al-Joubri
- Ministro do Esporte e Juventude: Ali Faik al-Ghaban
- Ministro dos Transportes: Louei Hatim Sultan al-Aris
- Ministro de Assuntos Provinciais: Wael Abdel-Latif
- Ministro da Mulher: Narmin Othman
- Ministro da Imigração e Refugiados: Pascal Esho Warda
- Ministro da Irrigação: Latif Rashid
- Ministra do Trabalho: Leila Abdul-Latif
- Ministro da Educação: Sami Mudahfar
- Ministro da Educação Superior: Tahir Albakaa
- Ministro da Agricultura: Sawsan Sherif
- Ministro da Cultura: Mufid Mohammad Jawad al-Jazairi
- Ministro da Indústria: Hajim al-Hassani
- Ministro de Estado: Qassim Dawoud
- Ministro de Estado: Mamu Farham Othman Pirali
- Ministro de Estado: Adnan al-Janabi